# Sansan
Sansan település Franciaországban, Gers megyében. Lakosainak száma 100 fő (2022. január 1.). Sansan Durban, Orbessan, Ornézan és Traversères községekkel határos.

## Népesség
A település népessége az elmúlt években az alábbi módon változott:
| Lakosok száma | 90   | 98   | 108  | 92   | 95   | 96   | 99   | 100  | 99   | 100  |
|               | 1968 | 1982 | 1990 | 2006 | 2013 | 2015 | 2017 | 2019 | 2020 | 2022 |